# Morti nel 1174
| Questa pagina contiene informazioni ricavate automaticamente dalle voci biografiche con l'ausilio del template Bio e di un bot. L'aggiornamento è periodico e automatico e ricostruisce completamente la pagina. Se manca una persona in questa lista, sei pregato di non aggiungerla, ma accertati piuttosto che la sua voce biografica contenga il template Bio e che i dati anagrafici siano correttamente compilati. Se il template Bio manca, inseriscilo tu stesso o, in alternativa, metti l'avviso {{tmp\|Bio}} che ne segnala la mancanza. Se i dati riportati sono sbagliati, correggi direttamente la voce biografica; le modifiche saranno visibili in questa lista entro pochi giorni. Per chiarimenti vedi il progetto biografie. La lista contiene solo le 14 persone che sono citate nell'enciclopedia e per le quali è stato implementato correttamente il template Bio. Pagina aggiornata al 2 giu 2025. |

- 18 gennaio - Vladislao II di Boemia, sovrano e nobile boemo
- 15 maggio - Norandino, condottiero turco (n. 1118)
- 29 giugno - Andrej Bogoljubskij, sovrano
- 11 luglio - Amalrico I di Gerusalemme, cavaliere medievale franco (n. 1136)
- 14 settembre - Pietro II di Tarantasia, vescovo cattolico e santo francese (n. 1102)
- 22 settembre - Uhtred di Galloway, nobile scozzese
- 16 ottobre - Petronilla d'Aragona, regina (n. 1136)
- 30 ottobre - Federico di la Roche, arcivescovo cattolico francese
- Everard des Barres, militare francese
- Enrico FitzGerold, nobile e cavaliere medievale britannico (n. 1140)
- Kara Arslan, sovrano siriano (n. 1144)
- Milone di Plancy, politico francese
- Guillem de Torroja, arcivescovo cattolico spagnolo
- Gualtiero di Saint-Omer, nobile francese